# Cadafaz e Colmeal
Cadafaz e Colmeal è una freguesia portoghese nel comune di Góis. Nasce nel 2013 dalla fusione delle ex parrocchie Cadafaz e Colmeal. La popolazione nel 2011 era di 348 abitanti, su una superficie di 70,16 km².